# 伊美別宮社
伊美別宮社（いみべつぐうしゃ）は、大分県国東市国見町伊美にある神社。旧社格は県社。

## 祭神
- 品陀和気命（応神天皇）
- 帯中日子命（仲哀天皇）
- 息長帯比賣命（神功皇后）

## 歴史
社伝では、仁和2年（886年）、当時の領主片見貞信の命により、石清水八幡宮の分霊を奉持して創建されたとされる。その際、京都から分霊を持ち帰る船が途中で嵐に遭って山口県熊毛郡上関町の祝島に漂着した（風待ちのために立ち寄ったとの説もある）。当時の祝島に3軒の民家があるのみだったが島人は一行を厚くもてなし、一行はその返礼に五穀の種等を贈り、島の生活が豊かになったと伝えられている。

## 境内
境内にある国東塔は、国東半島最大であり、また、国東塔としては2番目に古いとされ、大分県の有形文化財に指定されている。

## 祭事
今でも、「お種戻し」と称して、毎年、祝島からの参拝が行われている。また、4年に1度（閏年）、祝島で伊美別宮社の神体を迎えて大祭が開かれており、この神事は、山口県では「祝島の神舞神事」として県の無形民俗文化財に指定され、大分県では「別宮社神舞行事」として県の選択無形民俗文化財に選択されている。
また、毎年10月15日の例大祭には、流鏑馬が行われる。文献によると平安時代には競馬が行われていたが、その後、流鏑馬に変化したと考えられ、宝永2年（1705年）には流鏑馬神事が恒例の行事となっていたとの記録がある。流鏑馬とその前日に舞われる神楽は、「別宮社流鏑馬」及び「別宮社神楽」として、それぞれ大分県の選択無形民俗文化財に選択されている

## 現地情報
所在地
- 大分県国東市国見町伊美2710番地

交通アクセス
- 大分空港より車で約45分